# Havrenne
Havrenne est un village de Belgique situé dans la commune de Rochefort en Région wallonne dans la province de Namur.
Avant la fusion des communes, Havrenne faisait partie de la commune de Humain, en province de Luxembourg. Le village compte aujourd'hui[Quand ?] 330 habitants.